# Avdoú (Héraklion)
Avdoú, en grec moderne : Αβδού, est un village du dème de Chersónissos, dans le district régional de Héraklion, de la Crète, en Grèce. Selon le recensement de 2011, la population d'Avdoú compte 357 habitants.
Le village est situé à 40 km au sud-est de Héraklion et à une altitude de 230 mètres. Il est nommé en référence au prophète Abdias.

## Recensements de la population
La première mention du village remonte à 1381, alors qu'il est mentionné sous le nom d'Avudu, en 1387 et Afdhun en 1390. Le village est mentionné dans le recensement  de Castrofilaca, sous le nom d'Avdhù, avec 253 habitants, en 1583.
| Recensements | 1928 | 1940 | 1951 | 1961 | 1971 | 1991 | 2001 | 2011 |
| ------------ | ---- | ---- | ---- | ---- | ---- | ---- | ---- | ---- |
| Population   | 980  | 1059 | 987  | 857  | 561  | 446  | 431  | 357  |